# Alekszej Alekszandrovics Stukin
Alekszej Alekszandrovics Stukin (oroszul: Алексей Александрович Штукин; Szentpétervár, 1904 – Leningrád, 1963) szovjet-orosz sinológus.

## Élete és munkássága
Az elemi iskolában Vaszilij Mihajlovics Alekszejev előadásait hallgatta, ekkor kapott kedvet a sinológiához. 1925-ben diplomázott a Leningrádi Állami Egyetemen. 1924-től 1926-ig az egyetem könyvtárában dolgozott, 1926–1928-ban a moszkvai Szun Jat-szen Egyetemen oktatott, majd visszatért Leningrádba. 1935-ben az Orientalisztikai Intézet munkatársa lett. 1938 júliusában a sztálini „nagy tisztogatás” idején letartóztatták, majd pár nappal később öt év kényszermunkára ítélték. 1947-ben, mivel nem rendelkezett a Leningrádban élés jogával, engedélyt kapott, hogy Magadanból a Leningrádi területre költözzön. Luga és Tyihvin közelében vidéki iskolákban tanított, és folytatta a Si csing (Dalok könyve) fordítását. 1948 nyarán enyhe agyvérzés érte. 1949 júniusában, Alekszejev közbenjárására visszahelyezték az Orientalisztikai Intézetbe. 1949 júliusában azonban ismét letartóztatták, majd augusztus 31-én tárgyalás nélkül a sarkkörön túli Norilszk városába száműzték. 1954 júliusában engedték szabadon, és a Leningrádi Egyetemen kezdett tanítani, ám nem sokkal később ismét gutaütés érte. Kénytelen volt megtanulni bal kézzel írni, hogy munkáját folytatni tudja. Fő művével, amelyen egész életén át dolgozott, az első kínai lírai antológia, a Dalok könyvének fordításával 1957-ben készült el. Könyve Nyikolaj Joszifovics Konrad előszavával jelent meg. Stukin 59 éves korában, a negyedik szélütésében hunyt el.

## Fordítás
- Ez a szócikk részben vagy egészben  a(z)   Штукин, Алексей Александрович című orosz Wikipédia-szócikk ezen változatának fordításán alapul.  Az eredeti cikk szerkesztőit annak laptörténete sorolja fel. Ez a jelzés csupán a megfogalmazás eredetét és a szerzői jogokat jelzi, nem szolgál a cikkben szereplő információk forrásmegjelöléseként.